# 都柏林郵政總局
都柏林郵政總局（英語：General Post Office, Dublin）是愛爾蘭共和國郵政部門的總部，也是都柏林的主要郵局。一般多簡稱為GPO。都柏林郵政總局位於都柏林市中心，是愛爾蘭最著名的建築物之一，也是都柏林最後一座喬治王朝式建築。現在的建築開業於1818年1月6日。1916年復活節起義時，郵局曾是起義軍的司令部，在戰爭中嚴重受損。現在都柏林郵政總局也成為愛爾蘭自由的象徵。在1928年至1960年代，郵局內還設有廣播電台。

## 画廊

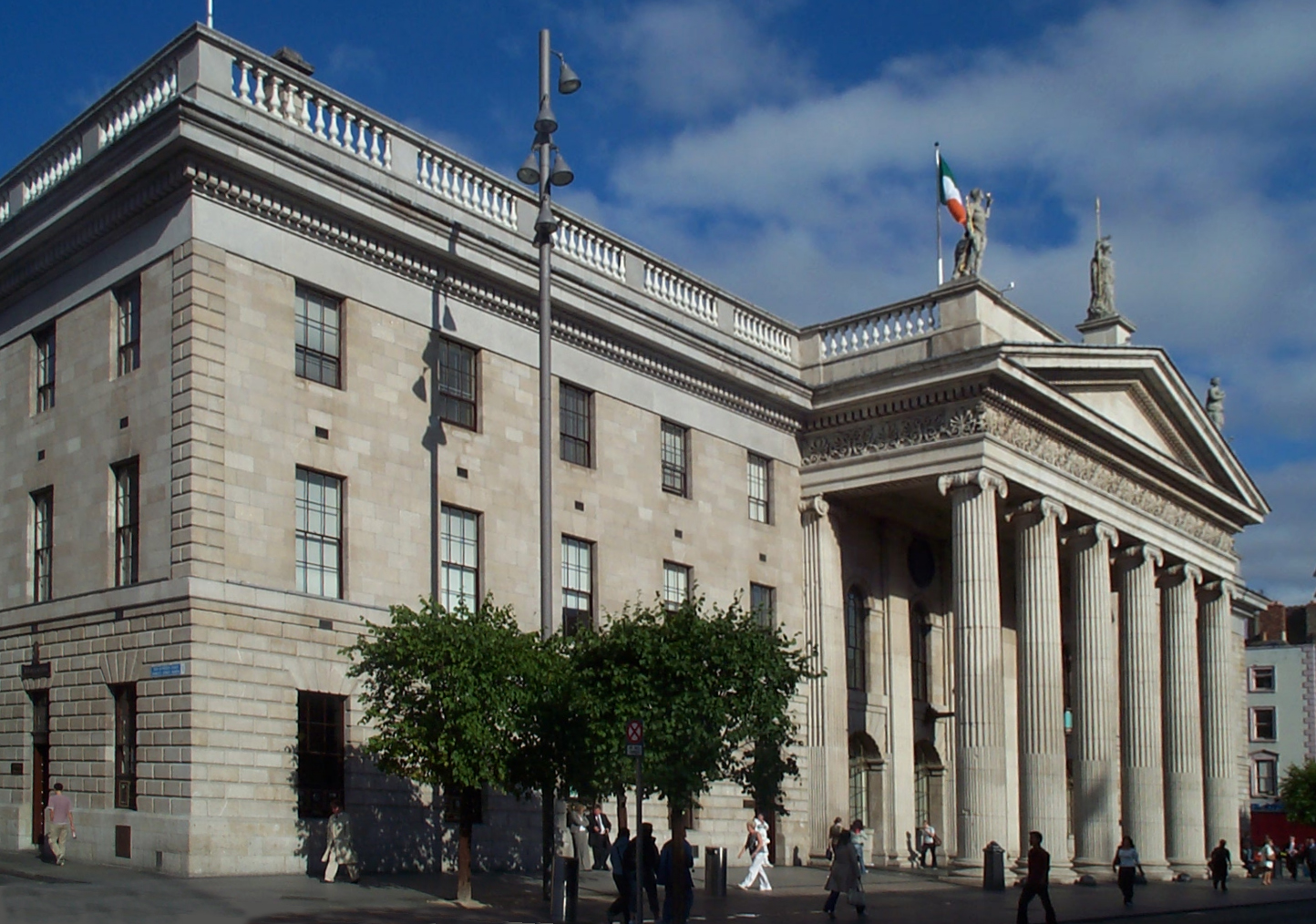
都柏林郵政總局，2006年
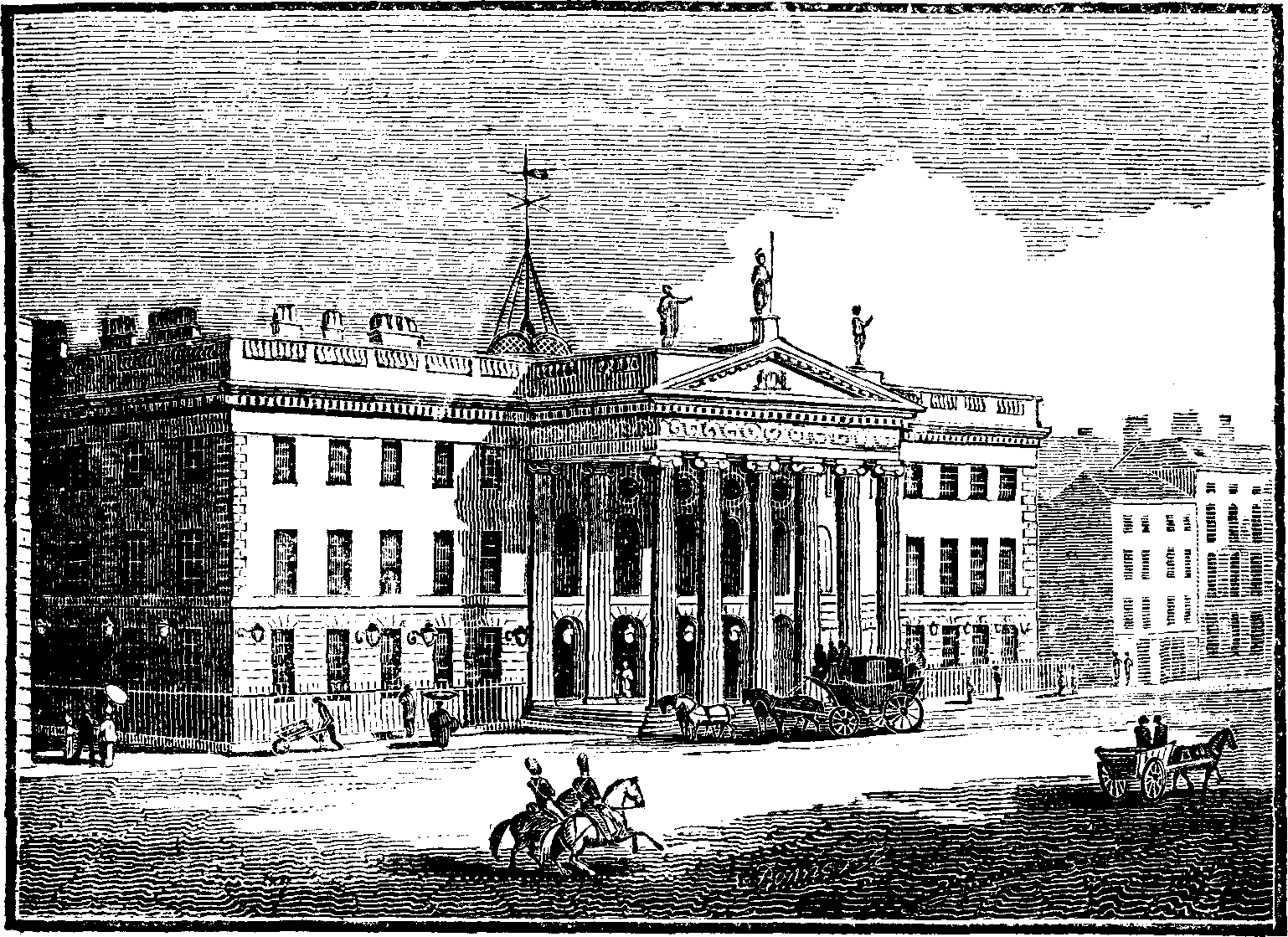
历史画作，1827年
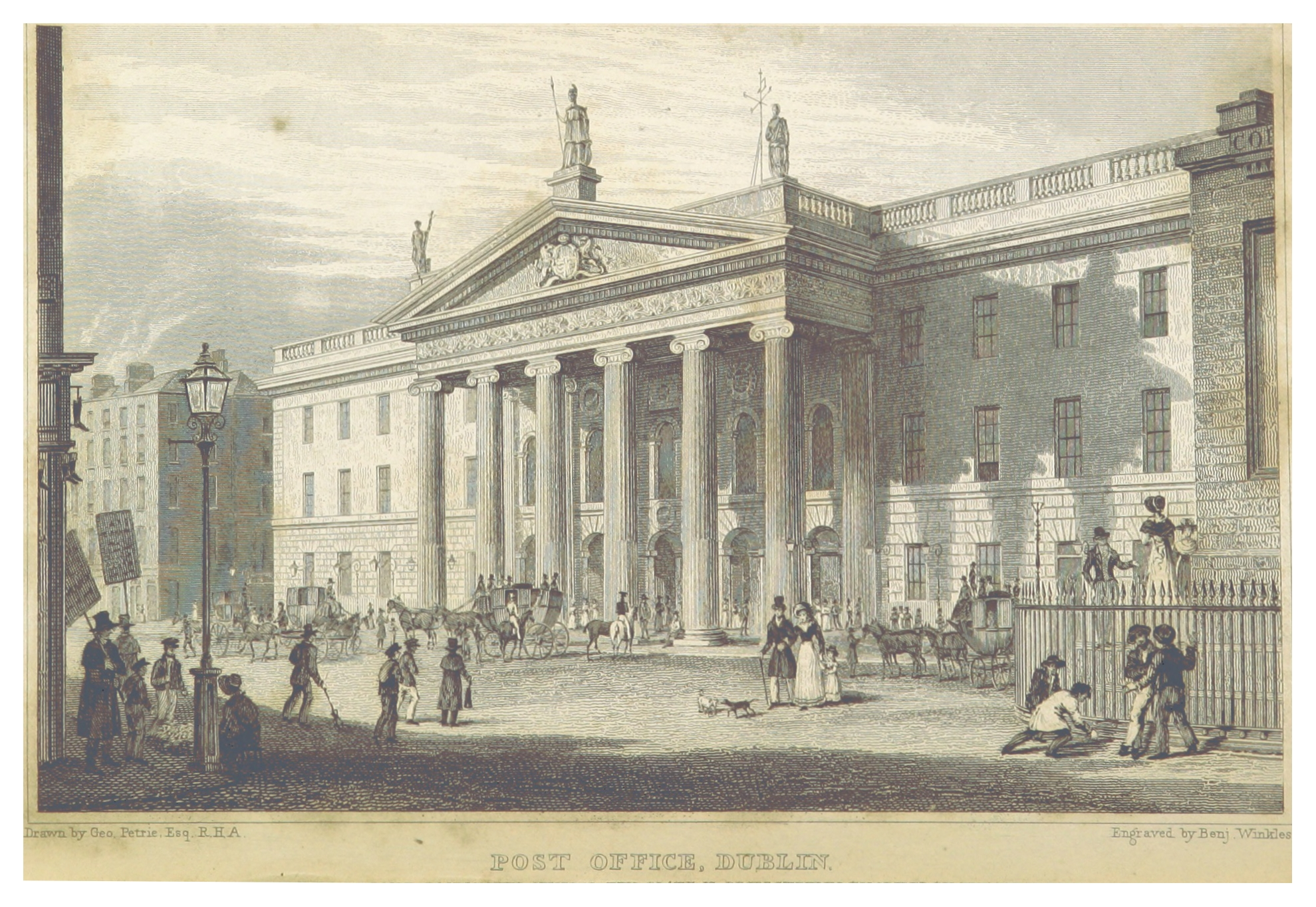
历史画作，1831年
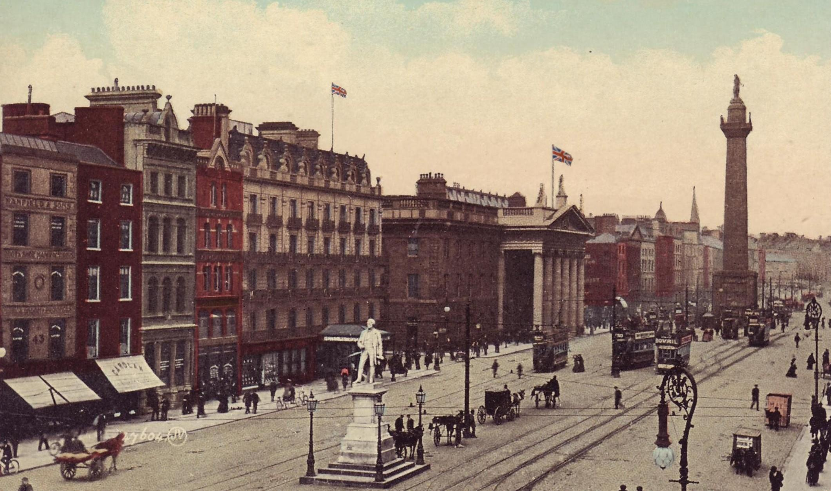
飘扬着大英国旗的都柏林街头和郵政總局的历史图片（此时爱尔兰尚未独立）。其中的大部分建筑物被毁于1916年的复活节起义。
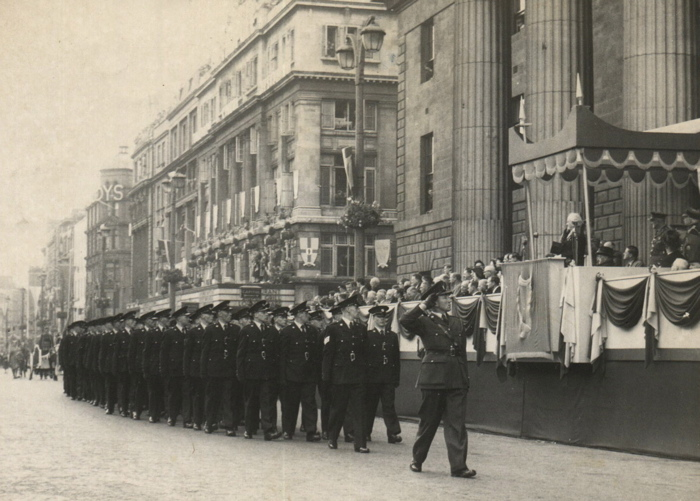
1954年，新愛爾蘭和平衛隊（Garda）的新成员的一支队伍经过郵政總局
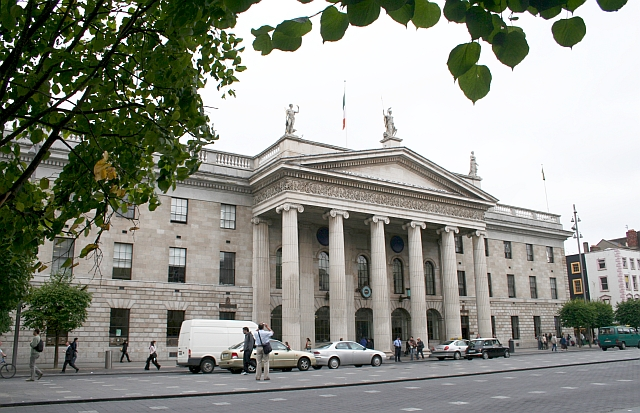
2006年
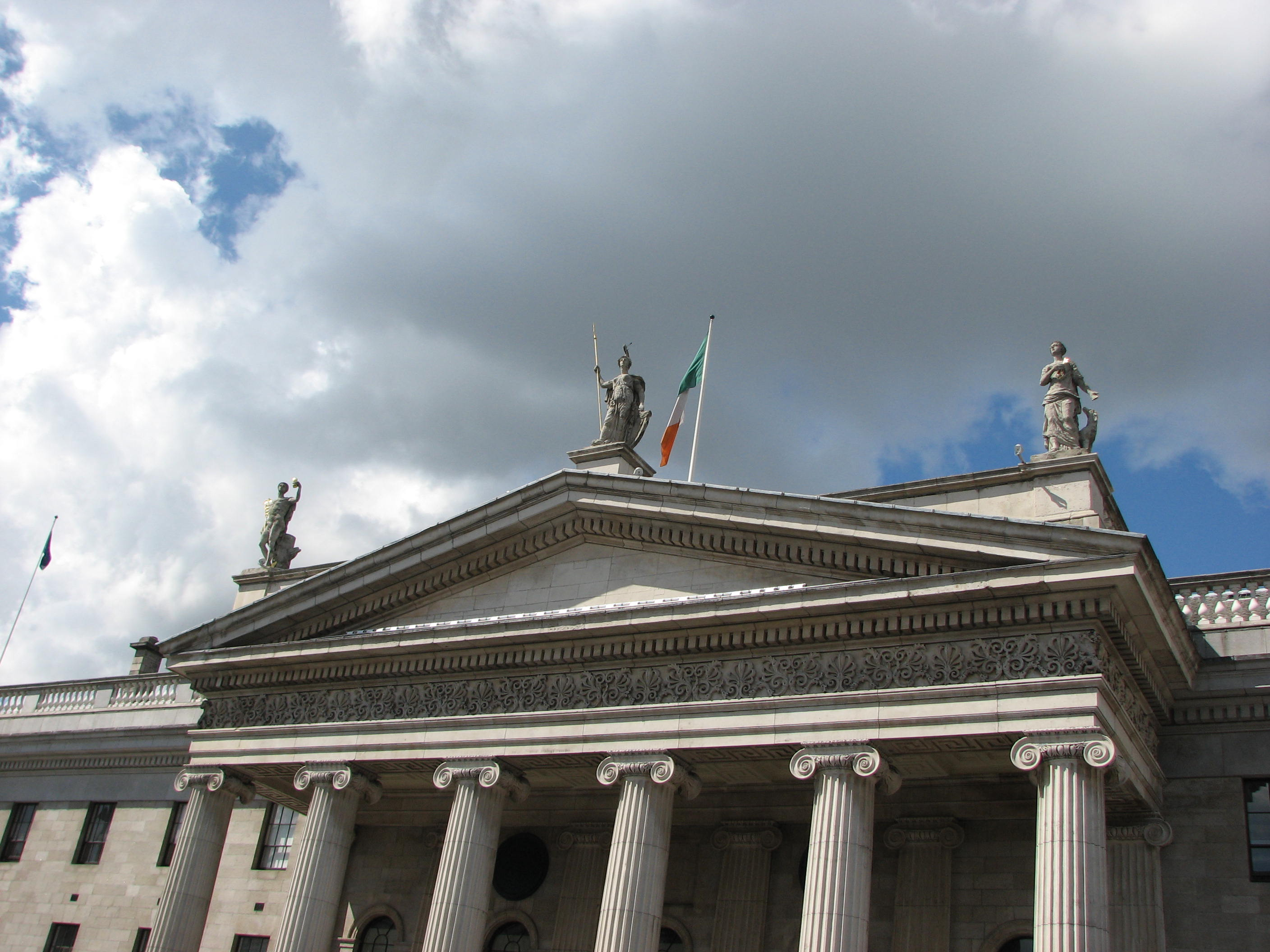
2007年

## 外部連結
- 在线爱尔兰建筑：都柏林郵政總局历史与图片
- Project Gutenberg Article （页面存档备份，存于）
- 邮局的历史和文化遗产 - 都柏林郵政總局（页面存档备份，存于）
- The 1916 Rising by Norman Teeling （页面存档备份，存于）
- The Dublin Penny Journal, 6 December 1834. （页面存档备份，存于）